# Gurgl

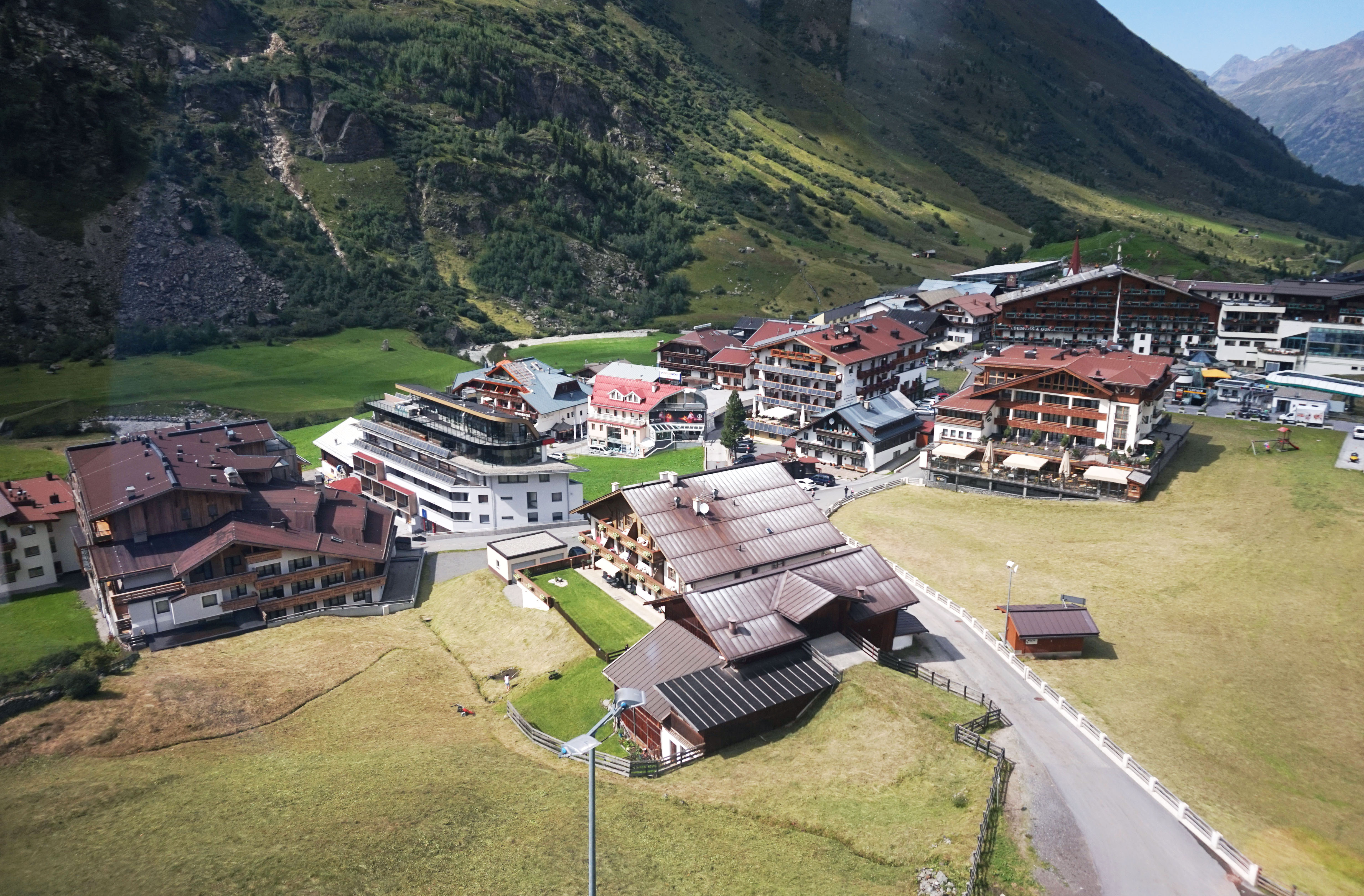
Obergurgl

Gurgl es una aldea del municipio Sölden perteneciente a la jurisdicción (Bezirk) Imst en Tirol, Austria con 427 habitantes (en 2001). Consta del pueblo Obergurgl y numerosas pequeñas poblaciones.

## Geografía
Gurgl está situada en los Alpes de Ötztal cerca de la cumbre principal alpina y está rodeada de picos de hasta 3500 m de altitud y de varios glaciares, entre ellos el más grande denominado   Gurgler Ferner. Las poblaciones están situadas en el Valle de Gurgl a una altitud de 1770 m sobre el nivel del mar hasta 2154 m sobre el nivel del mar (Hochgurgl); Obergurgl está considerado como el pueblo más alto de Austria con 1907 m sobre el nivel del mar.
Pertenecen a la localidad Gurgl el pueblo Obergurgl, las aldeas Dreihäusern, Pill y Poschach, die Rotten Angern,  Hochgurgl, Kressbrunnen, Pirchhütt y Untergurgl así como die Schutzhüten, Fidelitashütte, Hochwildehaus, Karlsruher Hütte y Ramolhaus.

## Historia
El nombre Gurgl se atribuye a Gurgall, lo cual significaría tanto como “Ort im Gletscherkranz“ (algo así como “lugar dentro de una corona de glaciares”). Los rastros de la primera colonización se remontan hasta  7500 años atrás; a partir de aprox. 4500 a. C. hay pruebas de desmontes por incendio y de explotación de pastos en el área de Obergurgl. La colonización tuvo lugar no desde Inntal pasando por el Ötztal, sino desde Vinschgau pasando por la cumbre principal alpina. Gurgl fue mencionado por primera vez en el año 1250 cuando un vasallo de los caballeros de Vinschgau de Montalban fue llamado “Heberhardus von Gurgele” en un documento. En un principio Gurgl pertenecía  a la corte Passeier, a partir de 1286 a la corte Petersberg, como el resto de Ötztal.     
En un principio, desde el punto de vista eclesiástico Gurgl pertenecía, al igual que Sölden, a la abadía cisterciense de Silz. En 1727 se convirtió en capellanía, en 1769 en quasi-paroecia, en 1891 se convirtió en parroquia independiente. En 1737 la iglesia fue consagrada al santo Johannes Nepomuk; en 1967 fue ampliada según los planes de Clemens Holzmeister. Desde 1856 hasta 1864 Adolf Trientl ejerció como cura en Obergurgl. La capilla al santo Josef en Untergurgl y la capilla en Hochgurgl también pertenecen a la parroquia Gurgl. 
El 27 de mayo de 1931 Auguste Piccard aterrizó en globo, estableciendo un nuevo récord de altura,  junto al glaciar Gurgler Ferner  donde tuvo que pasar una noche antes de que fuera rescatado desde Obergurgl. En 1989 se erigió un monumento en conmemoración a este aterrizaje.  
En el siglo XX Gurgl se transformó en un lugar de deportes de invierno. En 1949 se levantó el primer telesquí  en Obergurgl, seguido del telesilla en la montaña Hohe Mut en el año 1953. En 1960 se concluyeron las obras de construcción de la carretera alpina de peaje Hochalpenstrasse y se construyó el pueblo de hoteles Hochgurgl. 
Gurgl estuvo afectada con frecuencia por desastres naturales, especialmente  desprendimientos de aludes que tuvieron como consecuencia la destrucción de edificios y víctimas mortales. Así en enero del año 1951 fueron destruidos por lavinas todos los edificios incluida la iglesia de Untergurgl y Angern y siete habitantes perdieron la vida. Hasta el siglo XIX  el represamiento natural con carácter frecuente del lago estancado Gurgler Eissee ocasionó devastaciones en todo el valle de Gurgl.

## Clima
Protegida por una alta cordillera Gurgl está expuesta a un clima interior alpino relativamente seco. El promedio anual de precipitaciones (período 1971-2000) en la zona de medición Obergurgl (1938 m sobre el nivel del mar) se eleva a 819 mm. El promedio límite diario fue medido el 22 de mayo de 1983 con 87 mm. Como media hay 198 días al año con nevadas.